# Zelotes muizenbergensis
Zelotes muizenbergensis är en spindelart som beskrevs av FitzPatrick 2007. Zelotes muizenbergensis ingår i släktet Zelotes och familjen plattbuksspindlar. Inga underarter finns listade i Catalogue of Life.